# ولیکی کال، میرنا پچ
ولیکی کال، میرنا پچ (اسلوونیایی: Veliki Kal, Mirna Peč) یک زیستگاه انسانی در اسلوونی است که در Lower Carniola واقع شده‌است.

## خصوصیات
ولیکی کال ۲٫۰۳ کیلومترمربع مساحت و ۷۲ نفر جمعیت دارد و ۳۰۶٫۳ متر بالاتر از سطح دریا واقع شده‌است.